# James Wright (Dichter)
James Arlington Wright (* 13. Dezember 1927 in Martins Ferry, Ohio; † 25. März 1980 in New York City, New York) war ein US-amerikanischer Lyriker, Literaturkritiker und Hochschullehrer, der 1972 für seinen Gedichtband Collected Poems den Pulitzer-Preis für Dichtung erhielt. Er war ferner Herausgeber von Anthologien mit Werken von Georg Trakl, César Vallejo, Theodor Storm, Pablo Neruda und Hermann Hesse.

## Leben
Wright, der aus einer Arbeiterfamilie stammte, wuchs in der Kleinstadt Martins Ferry während der Weltwirtschaftskrise auf und nahm als Angehöriger der US Army am Zweiten Weltkrieg teil. Er begann ein postgraduales Studium am Kenyon College, das er 1952 mit einem Bachelor of Arts (B.A.) beendete. Im Anschluss absolvierte er mit finanzieller Unterstützung des Fulbright-Programms zwischen 1952 und 1953 einen Studienaufenthalt an der Universität Wien und schloss sein postgraduales Studium an der University of Washington 1954 mit einem Master of Arts (M.A.) ab.
Mitte der 1950er Jahre begann Wright mit seiner schriftstellerischen Arbeit und veröffentlichte 1957 mit The Green Wall seinen ersten Gedichtband. 1957 übernahm er zugleich eine Professur an der University of Minnesota, an der er bis 1963 lehrte. 1959 widmete er seiner Geburtsstadt mit „Autumn Begins in Martins Ferry, Ohio“ eines seiner bekanntesten Gedichte. Während dieser Zeit erwarb er 1959 an der University of Washington zudem einen Doctor of Philosophy (Ph.D.) und begann zugleich Anfang der 1960er Jahre mit der Herausgabe von Anthologien mit Werken von Georg Trakl, César Vallejo, Theodor Storm, Pablo Neruda und Hermann Hesse. Nachdem er zwischen 1963 und 1965 Professor am Macalester College war, lehrte er von 1966 bis zu seinem Tode 1980 als Professor am Hunter College der City University of New York. Für seinen 1971 erschienenen Gedichtband Collected Poems erhielt er 1972 den Pulitzer-Preis für Dichtung. 1974 wurde er in die American Academy of Arts and Letters gewählt. Mit der indianisch-amerikanischen Schriftstellerin Leslie Marmon Silko pflegte er einen Briefwechsel, der von dieser 1986 herausgegeben wurde.
Wright war zwei Mal verheiratet. Aus seiner ersten 1953 geschlossenen und 1962 geschiedenen Ehe mit Liberty Kardules gingen die beiden Söhne Franz und Marshall Wright hervor. Seine zweite 1967 geschlossene Ehe mit Edith Anne Crunk blieb kinderlos. Er verstarb am 25. März 1980 im Alter von 52 Jahren an den Folgen einer Krebserkrankung. Ihm zu Ehren fand in Martins Ferry von 1980 bis 2007 jährlich das James Wright Poetry Festival statt.

## Veröffentlichungen

### Gedichtsammlungen
- The Green Wall, 1957
- Saint Judas, 1959
- The Lion’s Tail and Eyes: Poems Written Out of Laziness and Silence, 1962
- The Branch Will Not Break, 1963
- Shall We Gather at the River, 1969
- Collected Poems, 1971
- Two Citizens, 1973
- Moments of the Italian Summer, 1976
- To a Blossoming Pear Tree, 1977
- This Journey, posthum 1982
- Collected Prose, 1983
- Above the River: The Complete Poems, 1992

### Anthologien
- Twenty Poems of Georg Trakl, 1961
- Twenty Poems of César Vallejo, 1962
- The Rider on the White Horse by Theodor Storm, 1964
- Twenty Poems of Pablo Neruda, 1968
- Poems by Hesse, 1970
- Neruda and Vallejo: Selected Poems, 1971
- Wandering: Notes and Sketches by Hesse, 1972

## Hintergrundliteratur
- Leslie Marmon Silko: The delicacy and strength of lace. Letters between Leslie Marmon Silko & James Wright, Graywolf Press, Saint Paul 1986, ISBN 978-0-91530-8-743
- Andrew Elkins: The poetry of James Wright, University of Alabama Press, Tuscaloosa 1991, ISBN 0-8173-0496-7
- Saundra Mauley: Solitary apprenticeship : James Wright and German poetry, Mellen University Press, Lewiston 1996, ISBN 0-7734-2257-9